# Subulina usambarica
Subulina usambarica е вид коремоного от семейство Subulinidae.

## Разпространение
Видът е разпространен в Танзания.